# Vöröspikkelyes pókhálósgomba
A vöröspikkelyes pókhálósgomba (Cortinarius bolaris) a pókhálósgombafélék családjába tartozó, Európában és Észak-Amerikában honos, mérgező gombafaj.

## Megjelenése
A vöröspikkelyes pókhálósgomba kalapja 3–8 cm átmérőjű, kezdetben félgömb alakú, majd szélesen domború, néha meghajló. Alapszíne halvány barnássárga, de ezt sűrűn és egyenletesen téglavörös vagy borvörös, idősebb korban sötét rézvörös pikkelyek borítják. Húsa vastag, fehér színű, a tönk tövénél sárgára, narancssárga. Nyomásra, vágásra enyhén sárgul; íze és szaga nem jellegzetes.
Sűrűn álló, tönkhöz növő lemezei piszkossárgák, a spórák érésével vörösbarnák vagy cinóberbarnák lesznek. A fiatal gomba lemezeit fehéres, pókhálószerű fátyol borítja. Spórapora rozsdabarna. Spórái 6-8 x 4.5-6 mikrométeresek, megnyúlt szférikus-ovális alakúak, felületük többé-kevésbé durva, ripacsos.
Tönkje zömök, 4–8 cm magas és 1-1,5 cm vastag. Színe halványsárga, amelyen a téglavörös szálak, pikkelyek gallérövet és alatta ráncos foltot, sávot alkotnak.

### Hasonló fajok
Jellegzetes külseje alapján könnyen felismerhető.  

## Elterjedése és termőhelye
Európában és Észak-Amerikában honos. Magyarországon ritka. Lombos fákkal képez mikorrhizát; savanyú talajú tölgyesekben, bükkösökben, gesztenyésekben, de néha fenyő alatt is terem augusztus végétől októberig.
Enyhén mérgező, emésztőszervi panaszokat okoz. 

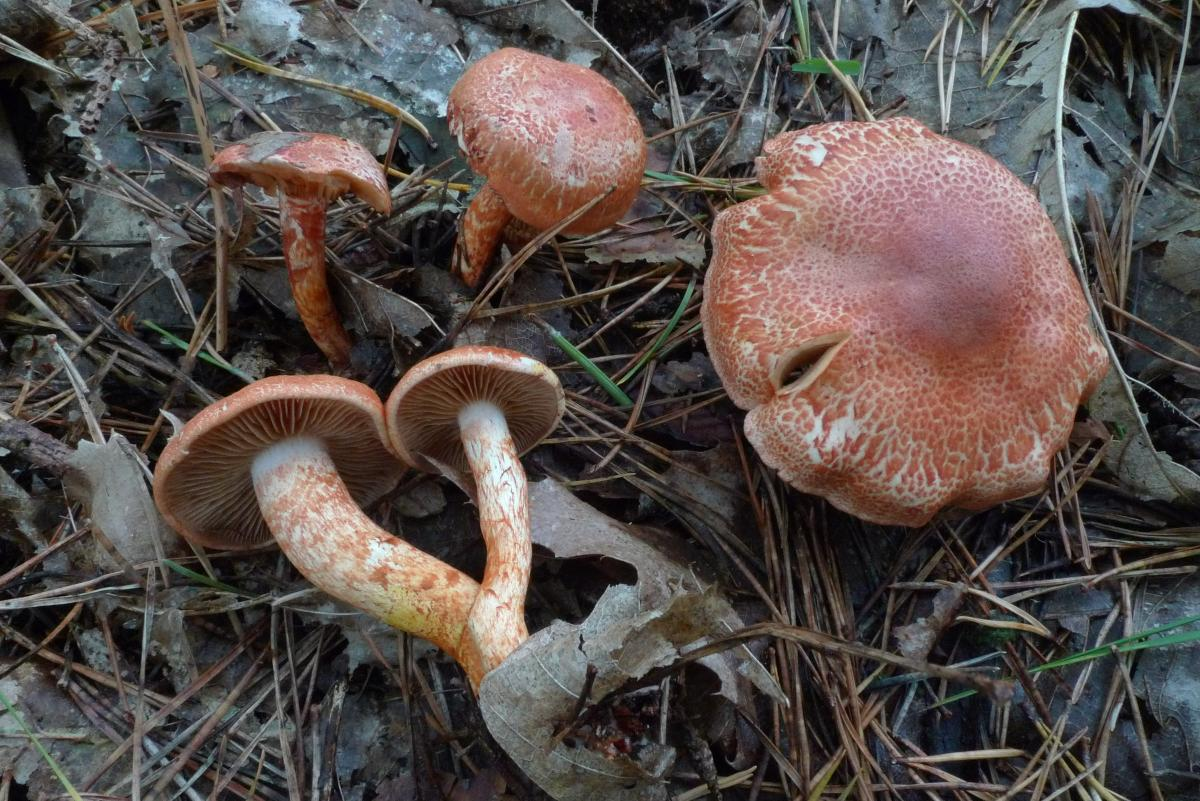
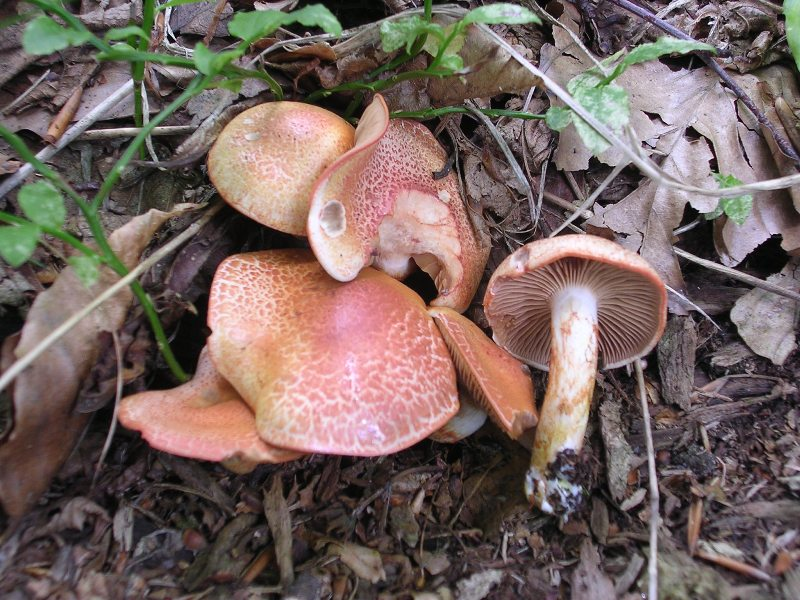
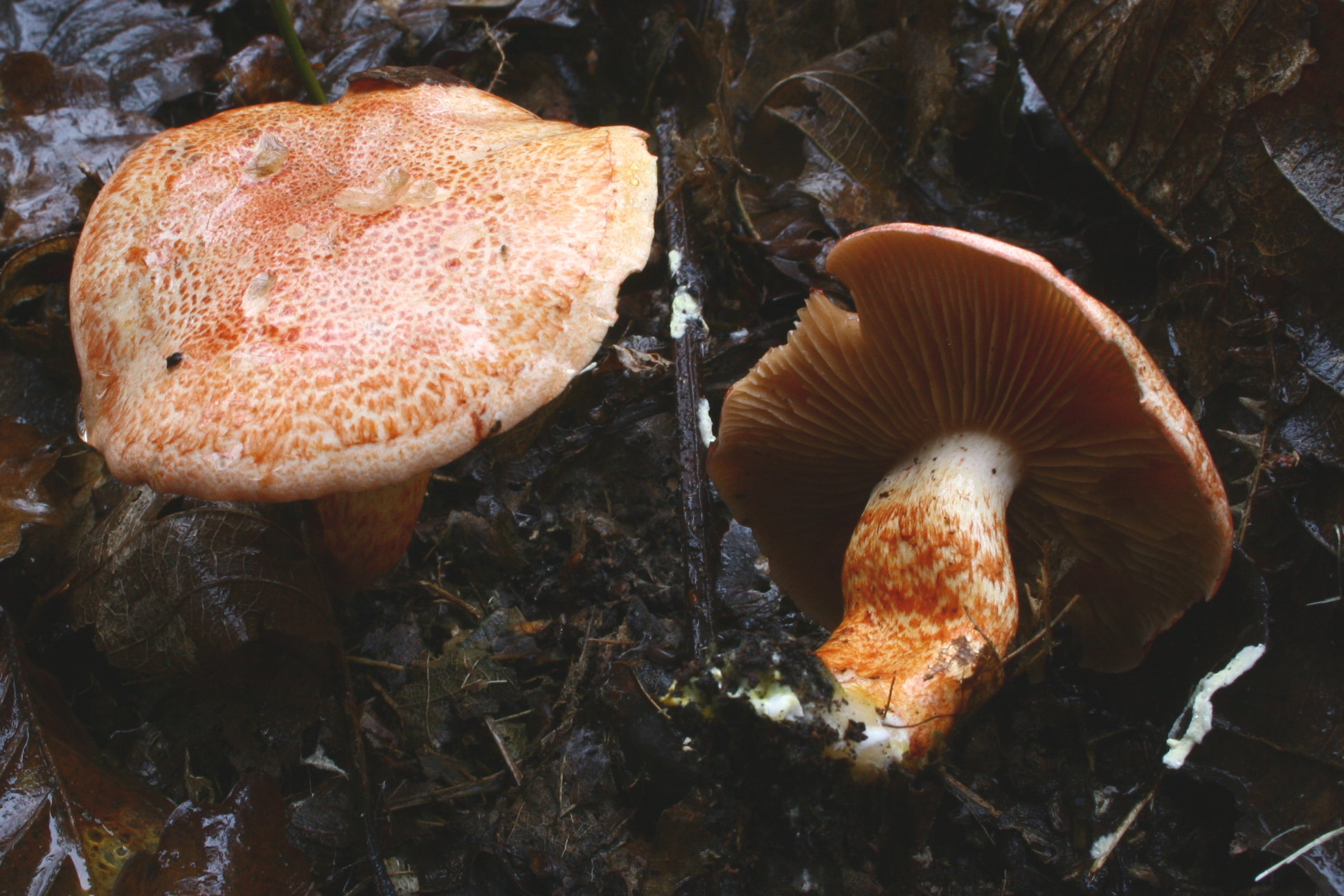
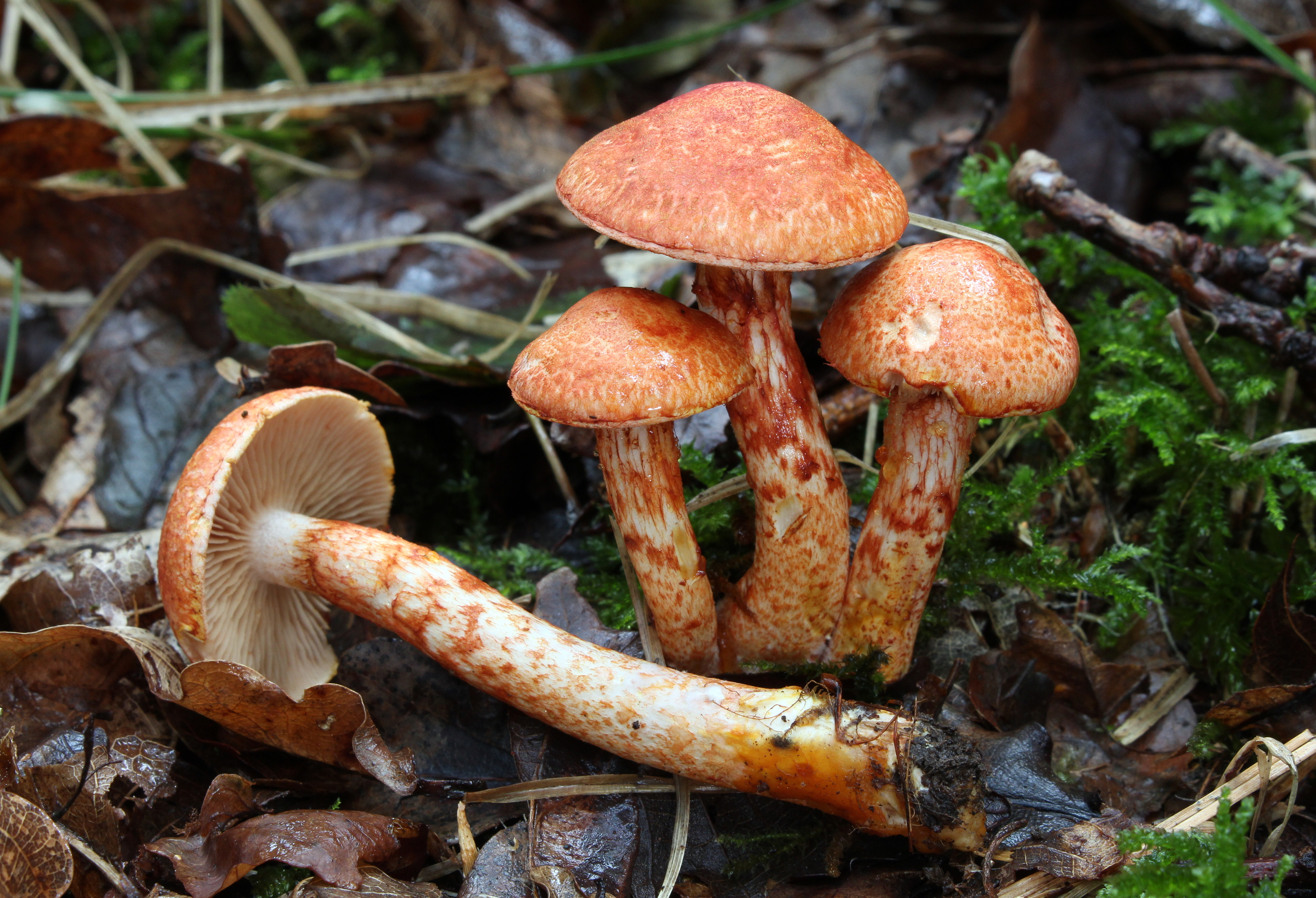